# 大庭脩
大庭 脩（おおば おさむ、昭和2年（1927年）1月20日 - 平成14年（2002年）11月27日）は、日本の歴史学者。
専門は中国簡牘学・日本木簡学・中国法制史・日中関係史。皇學館大学元学長、関西大学名誉教授、大阪府立近つ飛鳥博物館元館長。正五位。勲三等旭日中綬章。文学博士（関西大学）。

## 人物・略伝
大阪府出身。北野中学校在学中に歴史研究、とくに近世日本思想史を志し、浪速高等学校在学中に吉田松陰『講孟余話』の輪読会に参加した。その際、吉田松陰の思想を理解するには中国古典の理解の必要性を感じ、併せて終戦占領による歴史の転換点に遭遇し、日本を理解するには中国の歴史を理解せねばならないと思い、東洋史研究に転向した。
大庭の研究分野は多岐にわたるが、自身が語るところでは研究分野は下記3つであると述べている。
- 古代中国、特に漢代の法制史の研究
- 唐代を中心とする告身の研究
- 江戸時代、中国から輸入された漢籍（唐本）に関する研究

漢代法制史の研究は、大庭の学究生活のなかで一番長く行われた研究領域であった。1900年代から1930年代にかけ、スウェン・ヘディン、オーレル・スタインらが、西域（ニヤ遺跡や楼蘭ほか）で発見した漢代の木簡（居延漢簡ほか）を活用した点が、研究の最も大きな特色で、博士学位請求論文である『秦漢法制史の研究』や『漢簡研究』は、大庭の漢代法制史研究の集大成といえる著書である。また木簡解読のため、隷書を中心とした中国書道史の研究もおこなった。
日中交流史、特に江戸時代の漢籍輸入・受容の研究については、昭和38年（1963年）からの石濱純太郎（関西大学教授）を中心とする文部省科学研究費補助による総合研究、「江戸時代京阪における漢学の研究」に参加したことが、この分野の研究をはじめる契機となった。
内閣文庫（現在は国立公文書館）などに収蔵される輸入漢籍をことごとく調査し、その成果を『江戸時代における唐船持渡書（とうせんもちわたりしょ）の研究』にまとめ、研究成果を増補刊行したのが『江戸時代における中国文化受容の研究』である。この研究により、昭和61年（1986年）に、第76回日本学士院賞を受賞した。この分野においても、多数の資料集や一般向け著作を出版し、この分野から派生した陶磁史研究や輸出陶磁器の蒐集、徳川吉宗がベトナムから買い寄せた象（広南従四位白象）の研究などをおこなった。

## 経歴
- 昭和2年（1927年）1月20日 京都市に生まれる。3ヶ月後、大阪府豊能郡池田町（現池田市）に移る。
- 昭和7年（1932年）池田町立幼稚園入園。
- 昭和8年（1933年）大阪府立池田師範学校附属小学校入学。
- 昭和14年（1939年）4月 大阪府立北野中学校入学。
- 昭和19年（1944年）4月 浪速高等学校文科入学。
- 昭和22年（1947年）4月 龍谷大学文学部東洋史学科入学。
- 昭和25年（1950年）3月 同卒業。卒業論文「漢帝国の成立過程」・副論文「中国史の時代区分論」。
- 昭和25年（1950年）4月 龍谷大学大学院東洋史学研究科入学。私立三田学園三田高等学校教諭。
- 昭和27年（1952年）4月 小林聖心女子学院高等学校教諭。聖心女子大学小林分校非常勤講師。
- 昭和28年（1953年）3月 龍谷大学大学院文学研究科東洋史学科修了。
- 昭和28年（1953年）4月 聖心女子大学文学部小林分校専任講師。
- 昭和33年（1958年）4月 同助教授。
- 昭和35年（1960年）4月 関西大学文学部助教授。
- 昭和40年（1965年）4月 同教授。
- 昭和54年（1979年）9月 主論文「秦漢法制史研究」・副論文「江戸時代唐船持渡書の研究」により関西大学より文学博士の学位を授与。
- 昭和61年（1986年）6月 『江戸時代における中国文化受容の研究』により日本学士院賞受賞。
- 平成4年（1992年）4月 大阪府立近つ飛鳥博物館創設準備委員長。
- 平成6年（1994年）1月 大阪府立近つ飛鳥博物館長（初代、関西大学教授と兼務）。
- 平成9年（1997年）3月 関西大学停年退職。4月 皇學館大学大学院教授。
- 平成10年（1998年）4月 勲三等旭日中綬章を受章。
- 平成12年（2000年）4月 皇學館大学学長。
- 平成14年（2002年）11月27日、急性白血病により日生病院で死去（76歳）。正五位に叙される。

## 著書
- 『江戸時代における唐船持渡書の研究』（関西大学東西学術研究所, 1967年）
- 『親魏倭王』（学生社, 1971年、増補版2001年）
- 『図説中国の歴史2 秦漢帝国の威容』（講談社, 1977年）
- 『木簡』（学生社, 1979年）
- 『江戸時代の日中秘話』（東方書店, 1980年）
  - 増補版『日中交流史話　江戸時代の日中関係を読む』（燃焼社, 2003年）
- 『秦漢法制史の研究』（創文社, 1982年）
- 『江戸時代における中国文化受容の研究』（同朋舎出版, 1984年）
- 『木簡学入門』（講談社学術文庫, 1984年／志学社選書, 2020年）
- 『漢簡研究』（同朋舎出版, 1992年）
- 『古代中世における日中関係史の研究』（同朋舎出版, 1996年）
- 『昭和元年生まれ達』（同朋舎出版, 1997年）
- 『漢籍輸入の文化史　聖徳太子から吉宗へ』（研文出版, 1997年）
- 『象と法と』（大庭脩先生古稀記念祝賀会, 1997年）
- 『徳川吉宗と康熙帝』（大修館書店, 2000年）
- 『漂着船物語 江戸時代の日中交流』（岩波新書, 2001年）
- 『大庭脩前館長著作集』（博物館図録32：大阪府立近つ飛鳥博物館, 2003年）
- 『唐告身と日本古代の位階制』（皇學館大學出版部, 2003年）
- 『木片に残った文字　大庭脩遺稿集』（柳原出版, 2007年）同刊行会編

### 編著
- 『関西大学東西学術研究所資料集刊7 舶載書目』上・下（関西大学東西学術研究所, 1972年）
- 『近世日中交渉史料集1 唐船進港回棹録・島原本唐人風説書・割符留帳』（関西大学東西学術研究所, 1974年）
- 『シルク・ロードの文化交流』(同朋舎出版, 1981年)
- 『国立公文書館内閣文庫蔵名家叢書』上・中・下（関西大学東西学術研究所, 1981～82年）
- 『江戸時代漂着唐船資料集1 寶暦三年八丈島漂着南京船資料』（関西大学東西学術研究所, 1985年）
- 『近世日中交渉史料集2～4 享保時代の日中関係資料』一～三（関西大学東西学術研究所, 1986～95年）
- 『大英図書館蔵敦煌漢簡』（同朋舎出版, 1990年）
- 『世界の中の日本人 近代日本の表層と深層』(関西大学出版部, 1990年)
- 『江戸時代漂着唐船資料集5 安永九年安房千倉漂着南京船元順号資料』（関西大学東西学術研究所, 1991年）
- 『漢簡研究の現状と展望』(関西大学出版部, 1993年)
- 『東西学術研究所索引シリーズ1 居延漢簡索引』（関西大学出版部, 1995年）
- 『江戸時代の日中關係資料 蘭園鷄肋集』（関西大学出版部, 1997年）
- 『木簡』(大修館書店, 1998年)
- 『漢簡の基礎的研究』(思文閣出版, 1999年)
- 『卑弥呼は大和に眠るか』(文英堂, 1999年)
- 『長崎唐館図集成』（関西大学出版部, 2003年）

## 参考図書
- 大庭脩『象と法と』（大庭脩先生古稀記念祝賀会, 1997年）